# Герасимов, Александр Анатольевич
Алекса́ндр Анато́льевич Гера́симов (14 июля 1957, Сумы, Украинская ССР, СССР) — советский и российский журналист, телеведущий, деятель советского и российского телевидения. В 1998—2001 и 2003—2004 годах был заместителем генерального директора ОАО «Телекомпания НТВ». В период с 12 мая 2005 по 14 декабря 2011 года — главный редактор радиостанции «Сити-FM».

## Биография
Получил два высших образования: Московский электротехнический институт связи в 1979 году и факультет журналистики МГУ в 1989 году (не закончил).
С 1979 года он являлся внештатным сотрудником программы «Время». С 1989 года Герасимов является сотрудником ЦТ СССР, с 1992 года — РГТРК «Останкино», где занимает должности редактора, корреспондента, обозревателя программ «Время» и «Итоги» с Евгением Киселёвым (с 1992 года).
В 1993 году переходит в только что образованную телекомпанию НТВ. Первые два года работает обозревателем программы «Сегодня», затем — ведущим программы «Сегодня в полночь». В конце 1996 года занял пост первого заместителя главного редактора, директора Службы информации НТВ. Также с 1996 по 1997 год вёл программу «Герой дня». С 1997 по 1998 год был автором и ведущим еженедельной информационно-аналитической программы «Рейтинг прессы», а также шедшей с сентября 1997 года в ночь с пятницы на субботу еженедельной информационно-аналитической программы «В полночь с Александром Герасимовым». Весной 1998 года был назначен заместителем генерального директора НТВ Олега Добродеева. Являлся директором Дирекции регионального развития ОАО «Телекомпания „НТВ“». В данной должности являлся куратором межпрограммного оформления и корреспондентских пунктов в других городах; помимо этого, Герасимов занимался репортажами и съёмкой документальных фильмов на военную и космическую тематику в телепроекте «Новейшая история».
В апреле 2001 года вместе с группой ведущих сотрудников телекомпании НТВ покинул телеканал в связи с несогласием с информационной политикой нового руководства телеканала, но на ТВ-6, как большинство своих коллег, решил не идти.
С июня 2001 по февраль 2003 года работал заместителем генерального директора ЗАО «Телекомпания РЕН ТВ» по информационному и общественно-политическому вещанию; вёл ежедневный информационный тележурнал «24».
В феврале 2003 года вернулся на НТВ, где занял должность заместителя директора по информационному вещанию. С мая 2003 по июль 2004 года Герасимов вёл авторскую информационно-аналитическую программу «Личный вклад» на том же телеканале. Продолжал заниматься историческим документальным кино в рубрике «Новейшая история» («Красная смерть», «Тоже война. Шпионы Сталина и Гитлера»). Автор идеи (вместе с Алексеем Венедиктовым) проекта видеороликов «Рождение победы», транслировавшегося в рекламных паузах на НТВ с мая 2004 по май 2005 года. Окончательно ушёл с НТВ в июле 2004 года — практически сразу после прихода на пост генерального директора канала Владимира Кулистикова, решением которого авторская программа Герасимова была закрыта.
С 12 мая 2005 года — главный редактор радиостанции «Сити-FM», входящей в медиа-холдинг «Газпром-Медиа».
С июня 2008 года являлся генеральным директором ЗАО «М-ПУЛ+», также был членом Общественного совета представителей средств массовой информации и общественных объединений при ГУВД по г. Москве.
14 декабря 2011 года уволен с должности главного редактора радиостанции «Сити-FM» и покинул пост генерального директора ЗАО «М-ПУЛ+». О причинах данного решения не сообщается.
С 2012 по 2014 год работал руководителем информационного вещания «Общественного телевидения России».
В июле 2014 года покинул телеканал по собственному желанию, ему на смену пришёл Константин Точилин.
С 2014 года проживает в штате Флорида (США). С июня 2017 по июль 2021 года сотрудничал с компанией «Голос Америки» как ведущий воскресного авторского вебкаста «Оно вам надо?».